# Heimerzheim
Heimerzheim es un pueblo alemán dependiente de la municipalidad de Swisttal, en el distrito de Rin-Sieg, Baja Renania del Norte-Westfalia. La población es de 6342 habitantes (a 1 de enero de 2008). El asentamiento de Heimerzheim es mencionado por primera vez en un documento en 1074.